# Ragazze di città
Ragazze di città (Girls Town) è un film commedia del 1996 diretto da Jim McKay.

## Trama
La trama segue un gruppo di amiche e il loro raggiungimento della maggiore età durante il loro ultimo anno di liceo nell'America urbana. La sceneggiatura del film è stata sviluppata principalmente attraverso improvvisazioni tra le quattro attrici protagoniste.

## Produzione
I workshop e la preparazione per Girls Town si sono svolti nel giro di un mese, mentre le riprese vere e proprie si sono svolte nell'arco di due settimane. Il film è stato girato a Hackensack, nel New Jersey.

## Distribuzione
Ragazze di città è stato presentato in anteprima mondiale il 20 gennaio 1996 al Sundance Film Festival, dove ha vinto il Filmmakers' Trophy.
La colonna sonora è stata pubblicata il 20 agosto 1996 dalla Mercury Records.